# Hopfner HA-11/33
O Hopfner HA-11/33 foi uma aeronave anfíbia, capaz de aterram em terra e no mar, construída na Áustria em 1933. Esta era uma aeronave monoplana convencional, com relativa envergadura, tendo pequenos flutuadores debaixo de cada lado da asa. A cabine era fechada, e os dois motores estavam montados em cima da asa.
A Força Aérea da Áustria comprou um exemplar, e consequente com a anexação da Áustria no reich alemão, a Luftwaffe absorveu a aeronave, planeando usar a aeronave para treinar pilotos que fossem mais tarde pilotar hidro-aviões.
Designada como WNF WN 11 pelo RLM, vários testes foram levados a cabo em Travemunde em 1940, mas não entrou em produção. Mais tarde o projecto foi abandonado.